# Vadu Izei
Vadu Izei é uma comuna romena localizada no distrito de Maramureș, na região histórica da Transilvânia. A comuna possui uma área de 14.37 km² e sua população era de 2923 habitantes segundo o censo de 2007.